# 小行星9162
小行星9162（英語：9162 Kwiila）是一颗围绕太阳公转的小行星。1987年7月29日，J. Mueller在帕洛马山发现了此天体。
这颗小行星的绝对星等为235.6477917088746等。